# Kaikaia gaga
Kaikaia gaga — вид напівтвердокрилих комах родини горбаток (Membracidae). Описаний у 2020 році.

## Поширення
Ендемік Нікарагуа.

## Назва
Родова назва Kaikaia з мови мискіто (мова одного з корінних народів Нікарагуа) перекладається як «бачити». Вид K. gaga названо на честь американською співачки Леді Гаги, оскільки химерний зовнішній вигляд комахи нагадував авторам опису таксона костюми, які одягає артистка.

## Опис
Комаха темно-фіолетова з червоною верхньою частиною тіла і двома рогоподібними утвореннями на спині.